# 6-й арсенал (Україна)
6-й арсенал (в/ч А1479) — база зберігання боєприпасів Збройних сил України у Чернігівській області.
На 2018 рік — третій за розміром та стратегічним значенням арсенал боєприпасів в Україні. Площа полігону 682,6 гектара, периметр бази — понад 8 км, боєприпаси розташовані на 402 гектарах.

## Історія
22 червня 1941 року у місті Станиславів (сучасний Івано-Франківськ) був сформований 1420-й Польовий фронтовий артилерійський склад у 831-му окружному артилерійському складі Київського військового округу. У складі різних частин і фронтів він пройшов шляхами Другої світової війни.
26 листопада 1943 року 1420-й Польовий фронтовий артилерійський склад з Приволзького військового округу прибув на роз’їзд «Августівський» Південної залізниці та був зарахований до складу військ Київського військового округу.
До німецько-радянської війни був одним із восьми найбільших за кількістю зброї на території СРСР[джерело?].
З 1 травня 1993 року військову частину перейменовано на А 1479, а з 1 грудня 1998-го перейменовано у відповідності з Директивою Міністерства оборони України та реформовано на 6-й арсенал Міноборони України І розряду.
У 2010 році військовий арсенал намагалися розформувати, а боєприпаси знищити. Утім, цього так і не зробили. Спробу повторили у 2016 році, але замість розформування 20 тисяч снарядів відправили в зону бойових дій на Донбасі.
2017 року арсенал визнали небезпечним, в ньому не вистачало особового складу, а 70% боєприпасів були застарілі.
Відповідно до директиви Генерального штабу ЗС України до 20 листопада 2020 року в частині мають скоротити 103 посади. Тут залишиться лише загін воєнізованої охорони, частина фактично припинить своє існування. Разом з арсеналом може перестати існувати населений пункт з населенням в тисячу людей. Він виріс та існує саме завдяки військовій частині.

### Пожежа 2018 року
На 2018 рік — третій за розміром та стратегічним значенням арсенал боєприпасів в Україні. Площа полігону 682,6 гектара, периметр бази — понад 8 км, боєприпаси розташовані на 402 гектарах. Тут зберігали десятки тисяч тонн боєприпасів — від патронів до снарядів для реактивних систем залпового вогню. На 58 ділянках зброя зберігалася відкрито.
Перед вибухами, після попередніх аналогічних випадків і в рамках загальної стратегії розосередження боєприпасів зі складів встигли вивезти 56,5 тисяч тонн боєприпасів. Це становило приблизно половину від кондиційних боєприпасів, інші підлягали утилізації. Це приблизно складало 1500 залізничних вагонів. Навесні було розпочато будівництво нового периметру, завершення робіт з якого було заплановане на кінець листопада 2018 року. Окрім ВОХРу до штату ввели батальйон охорони військовослужбовців. було розпочате комплектування, але постало питання з розселенням, адже житлового фонду там практично немає.
Загоряння відбувається на 5 відкритих майданчиках. Чатові повідомляють про 4 одночасних вибухи в різних частинах арсеналу.
Після пожежі й вибухів на 6-му арсеналі ЗСУ в Чернігівської області вціліли лише чотири захищені бетоновані укриття, втрати боєприпасів становлять близько 95 % — із 69,5 тисяч тонн боєприпасів, які там зберігалися. На базі зберігалися:
- 20 тисяч 152-мм гаубичних снарядів для САУ «Акація»;
- 9 тисяч 152-мм гаубичних снарядів для САУ «Мста-С»;
- 1300 203-мм гаубичних снарядів для САУ «Піон»;
- 5500 122-мм гаубичних снарядів для САУ «Гвоздика»
- 567 тисяч 82-мм мінометних мін;
- 335 тисяч 120-мм мінометних мін (Ічня була одним з основних місць їх зберігання);
- 34 тисячі мінометних мін САУ «Нона»;
- 3 тисячі реактивних снарядів 220-мм БМ-27 «Ураган»;
- 22 тисячі танкових снарядів 125-мм;
- 117 тисяч 122-мм реактивних снарядів БМ-21 «Град»;
- 76 тисяч 122-мм реактивних снарядів 9А51 «Прима» (на озброєнні ЗСУ цих РСЗВ нема);
- 175 тисяч 30-мм зенітних снарядів для ЗСУ «Тунгуска»;
- 150 тисяч 23-мм снарядів для ЗСУ-23 «Шилка»;
- 1 мільйон 176 тисяч 30-мм снарядів для БМП-2 (Ічня була одним з основних місць зберігання цих снарядів);
- 700 тисяч ручних гранат;
- 537 мільйонів автоматних патронів 5,45 мм;
- 148 мільйонів автоматних патронів 7,62 мм.

Також було підірвано й інші види боєприпасів до інших систем озброєнь, які перебували на базі в малих кількостях — наприклад, міни до 240-мм самохідних мінометів «Тюльпан» (не стоять на озброєнні ЗСУ).

## Керівництво
- (квітень 2011 — грудень 2018) полковник Коваленко Андрій В'ячеславович
- (грудень 2018 — дотепер) полковник Карауш Станіслав Вільгельмович